# Aleksandr Woronin (funkcjonariusz)
Aleksandr Iwanowicz Woronin (ros. Александр Иванович Воронин, ur. 1908 we wsi Kożanka w guberni włodzimierskiej, zm. w marcu 1990 w Moskwie) – funkcjonariusz radzieckich organów bezpieczeństwa, generał porucznik.

## Życiorys
Od września 1923 do czerwca 1924 uczeń włodzimierskiej gubernialnej szkoły budownictwa radzieckiego i partyjnego, od czerwca 1926 do lutego 1927 instruktor powiatowego komitetu Komsomołu, sekretarz komórki Komsomołu zakładu leśnego, od lutego 1927 do marca 1928 i od kwietnia 1928 do lipca 1929 przewodniczący komitetu wykonawczego rady gminnej w guberni włodzimierskiej, od 1928 w WKP(b). Od lipca 1929 do kwietnia 1932 zastępca sekretarz i sekretarz komórki i komitetu fabrycznego WKP(b) w Niżnym Nowogrodzie, od kwietnia 1932 do stycznia 1937 kierownik wydziału agitacyjno-masowego i sekretarz komitetu WKP(b) warsztatu w fabryce samochodów w Gorkim. W styczniu-lutym 1937 słuchacz kursów przy Centralnej Szkole NKWD ZSRR, później pracował w centrali NKWD ZSRR w Moskwie jako pomocnik szefów wydziałów, od 23 kwietnia 1937 w stopniu porucznika bezpieczeństwa państwowego. Od 29 grudnia 1939 do 26 lutego 1941 szef Zarządu NKWD w obwodzie stalingradzkim (obecnie obwód wołgogradzki), 17 stycznia 1939 mianowany majorem bezpieczeństwa państwowego, od 26 lutego do 31 lipca 1941 szef Zarządu NKGB obwodu stalingradzkiego, od 31 lipca 1941 do 7 maja 1943 ponownie szef Zarządu NKWD obwodu stalingradzkiego (ciężko ranny w bitwie pod Stalingradem), od 2 lipca 1942 starszy major bezpieczeństwa państwowego, a od 14 lutego 1943 komisarz bezpieczeństwa państwowego III rangi. Od 7 maja 1943 do 9 października 1944 ponownie szef Zarządu NKGB obwodu stalingradzkiego, od 9 października 1944 do 9 grudnia 1948 szef Zarządu NKGB/MGB obwodu lwowskiego, 9 lipca 1945 awansowany na generała porucznika. Od 11 kwietnia 1949 do 20 marca 1953 zastępca ministra geologii ZSRR, od 20 marca do 10 grudnia 1953 szef Wydziału VI Specjalnego MWD ZSRR, od 10 grudnia 1953 do kwietnia 1954 szef Zarządu MWD w Kraju Krasnojarskim, od 21 maja 1954 do 9 lipca 1958 szef Zarządu KGB w tym kraju. Od 2 sierpnia 1958 do 6 marca 1959 starszy doradca KGB w Albanii, od 6 marca 1959 do 10 marca 1961 starszy konsultant KGB w Albanii, od 8 czerwca 1961 do 18 sierpnia 1962 szef Zarządu KGB w obwodzie briańskim, następnie w rezerwie. Deputowany do Rady Najwyższej ZSRR 1 kadencji.

## Odznaczenia
- Order Czerwonego Sztandaru (dwukrotnie - 20 września 1943 i 29 października 1948)
- Order Czerwonego Sztandaru Pracy (dwukrotnie - 1942 i 23 stycznia 1948)
- Order Wojny Ojczyźnianej I klasy (12 kwietnia 1985)
- Order Suworowa II klasy (8 marca 1944)
- Order Czerwonej Gwiazdy (dwukrotnie - 26 kwietnia 1940 i 5 listopada 1954)
- Order „Znak Honoru”
- Odznaka „Zasłużony Funkcjonariusz NKWD” (4 lutego 1942)
- Odznaka „Zasłużony Pracownik Bezpieczeństwa” (23 grudnia 1957)

I 14 medali.